# Tarka szemeslepke
A tarka szemeslepke (Chazara briseis) a tarkalepkefélék (Nymphalidae) családjába és a szemeslepkék (Satyrinae) alcsaládjába tartozó palearktikus lepkefaj, hazánkban védettséget élvez.

## Elterjedés
Dél-Európában és Kis-Ázsia területén honos. Magyarországon szórványosan fordul elő.
A mészköves, homokos élőhelyeket kedveli, úgy mint a puszta- vagy sziklafüves lejtősztyeppréteket.

## Külső jelleg
Szárnya barnás-fekete, a másodikon haránt vonalban sárgás árnyalatú hosszúkás foltokkal. Elülső szárnyukon 2 szemfolt található, nőstényeknél 3.
Az imágó mérete 50–65 mm.

## Életmód
Évente egy nemzedéke fejlődik csak ki.  Repülési ideje június végétől szeptember elejéig tart. Hernyójának tápnövénye egyszikűek, fűfélék, főként csenkesz fajok.